# Geir Jørgensen

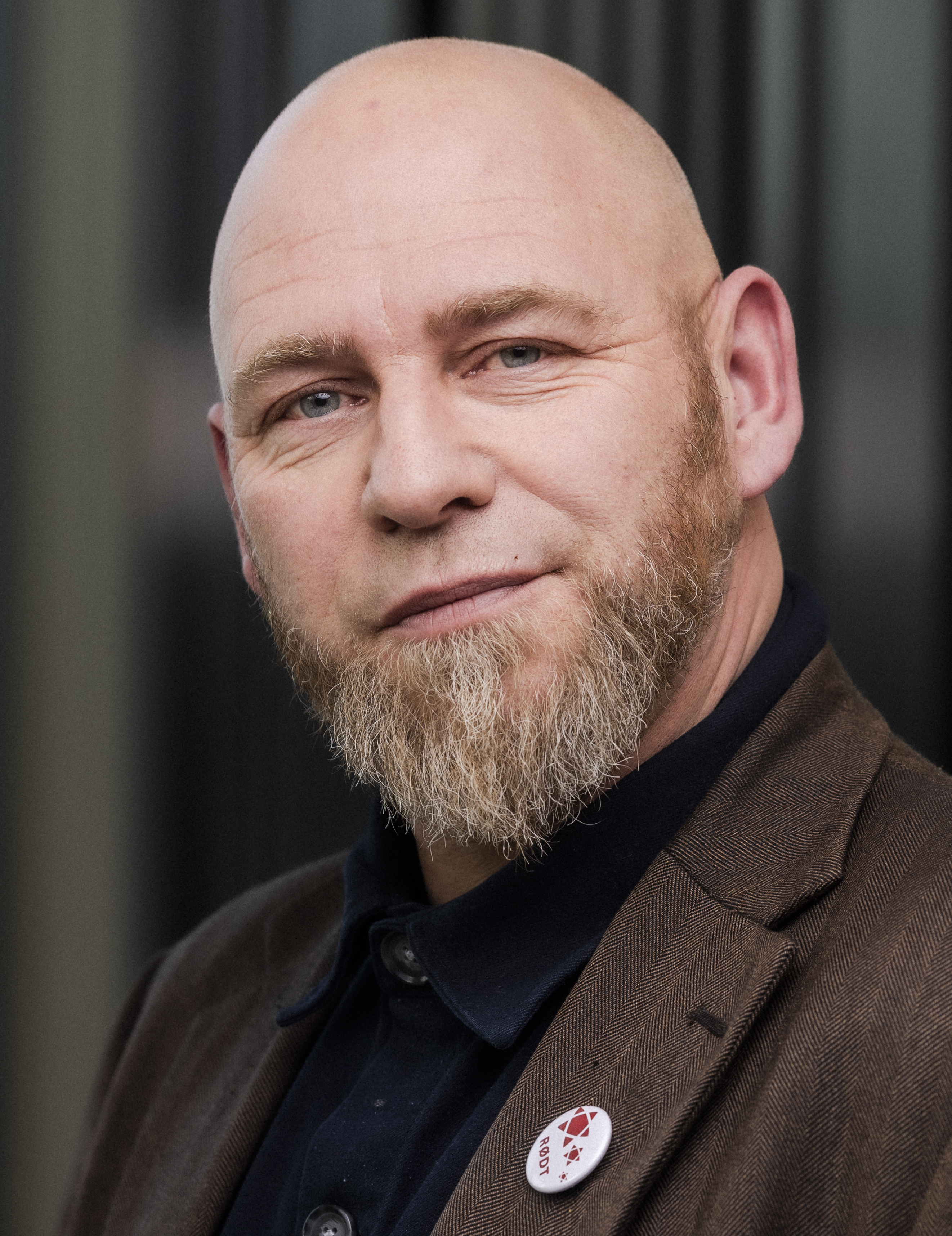
Geir Jørgensen, 2025

Geir-Asbjørn Jørgensen (* 16. Dezember 1972) ist ein norwegischer Politiker der linken Partei Rødt. Seit 2021 ist er Abgeordneter im Storting.

## Leben
Jørgensen wurde bei der Kommunalwahl 2015 Mitglied im Kommunalparlament von Hadsel. Bei der Fylkestingswahl 2019 wurde er zudem in das Fylkesting von Nordland gewählt. Von 2013 bis 2021 war er nordnorwegischer Regionalsekretär des Naturschutzbundes Norges Naturvernforbund.
Bei der Parlamentswahl 2021 zog Jørgensen erstmals in das norwegische Nationalparlament Storting ein. Dort vertritt er den Wahlkreis Nordland und wurde Mitglied im Wirtschaftsausschuss.

## Positionen
Jørgensen sprach sich nach dem Überfall Russlands auf die Ukraine gegen Waffenlieferungen an die Ukraine aus. Im April 2023 erklärte er im Rahmen eines Rødt-Parteitags, dass Norwegen mit seiner Erfahrung darin, Konflikte mit Russland zu lösen, stattdessen diplomatisch tätig werden solle. Die Mehrheit der Delegierten des Parteitags stimmten schließlich dafür, Waffenlieferungen zukünftig zu unterstützen.